# Sorenson (codec)
Le codec Sorenson est apparu dans QuickTime 3, il était destiné à la compression des vidéos pour les CD ROM, il était destiné à remplacer le cinepak, offrant de meilleures performances.
La version intégrée dans quicktime est une version 'light' qui peut être débloquée en full version en achetant la licence auprès de sorenson media, la version actuelle est la version 8.